# Сейкан
Тунелът Сейкан (на японски: 青函トンネル, Сейкан тонеру или 青函隧道, Сейкан дзуйдо:) в Япония е вторият по дължина железопътен тунел в света (след Готардския базисен тунел). Прокопан е под дъното на морето.
Свързва японските острови Хоншу и Хокайдо. Има дължина 53,85 km, от които 23,3 km са под дъното. Тунелът се спуска на дълбочина около 240 m, на 100 m под нивото на морското дъно.

## История
Идеята за прокопаване на тунела възниква през 1946 г., но конкретен повод за построяването на тунела става голямата морска катастрофа, станала през 1954 г. в Сангарския пролив (пролив Цугару). По време на тайфун потъват пет препълнени пътнически ферибота, правещи курсове между островите, загиват над 1000 души. Веднага след катастрофата започват проучвателни дейности. През 1955 г. правителството на Япония, след като изучава мненията на учени и експерти, решава, че строителството е възможно. Пробни прокопавания започват през 1961 г. През 1964 г. се създава корпорацията, която е инвеститор, основен строител и собственик на тунела. Тунелът се проектира 9 години, строи се от 1964 до 1988 г., в строителните работи участват около 14 млн. души. Тъй като вулканичната скала по трасето се оказва неподходяща за прокопаване на тунел, голяма част от скалите са разрушени с динамит. На 27 януари 1983 г. двата острова са свързани с основната тръба на тунела. „Сейкан“ е открит за движение на товарни и пътнически влакове на 13 март 1988 г.

## Описание
Разрезът на съоръжението (вижте картинката вляво) показва следните особености:
- (1) основна тръба с широчина 11 m и с формата на подкова;
- (2) аварийна и сервизна тръба, намираща се на около 30 m от основната тръба, с диаметър 4 – 5 m;
- (3) управляващ (пилотен) тунел с широчина 3 – 5 m, намиращ се между основната и сервизната тръба, но на различна дълбочина;
- (4) свързващи галерии – разположени са на разстояние една от друга на около 600 m и свързват основната и сервизната тръба на тунела.

По трасето са изградени и 2 станции (Йошиока-Каитей и Тапи-Каитей), които на практика са музейни зали и представят на посетителите историята на строителството на тунела и особеностите на неговото функциониране.
Разходите за построяването на тунела (по цени от 1964 – 1988 години) възлизат на около $3,6 млрд.

## Съвремие
Днес бързата и сравнително евтина самолетна връзка между островите прави тунела Сейкан относително ненатоварен. Ако през 1988 г. тунелът са ползвали малко над 3 млн. пътници, то през 1999 г. те са по-малко от 2 млн. За сравнение, такъв е обемът на пътникопотока през тунела Мармарай под Босфора за два дни.